# Antoni Borejsza
Antoni Borejsza (ros. Борейша Антонъ Бовифатьевит; 1802-1875) – polski inżynier komunikacji działający na terenie Imperium Rosyjskiego.
Syn ziemianina Bonifratrego, herbu Wandycz, właściciela majątków Gojcieniszki, Podwaryszki, Wielka Wieś na Wileńszczyźnie i Grodzieńszczyźnie i Joanny z Pusłowskich. Jego brat Paweł był marszałkiem szlachty guberni grodzieńskiej. Ukończył szkołę budowlaną w Boen (1823). W 1824 r. wstąpił do Korpusu Inżynierów Komunikacji w stopniu chorążego, a po ukończeniu w 1827 Instytutu Korpusu Inżynierów Komunikacji w stopniu porucznika pracował na Kanale Ładoga (1828-1836). Następnie przeniesiony do kierownictwa budowy mostu na drodze pomiędzy Petersburgiem a Dynenburgiem. Specjalizując się od tej pory w budowie mostów wybudował ich kilkadziesiąt na terenie Imperium Rosyjskiego, m.in. most w Kownie (1841), Browarze (1843), Jekaterynosławiu (1844) i Kijowie (1845). W latach 1847–1849 był naczelnikiem budowy drogi czernichowskiej. W 1850 r. ze względu na stan zdrowia przeszedł na emeryturę.